# Camissonia bairdii
Camissonia bairdii  là một loài thực vật có hoa trong họ Anh thảo chiều. Loài này được S.L.Welsh mô tả khoa học đầu tiên năm 1993.